# سجاد جعفري
سجاد جعفري (بالفارسية: سجاد جعفری) هو لاعب كرة قدم إيراني في مركز الوسط، ولد في 16 يناير 1997 في مغان‌ جوق في إيران. لعب مع نادي نفط مسجد سليمان.